# Cretna breza
Cretna breza (breza cretuša, pustenasta breza, maljava breza, lat. Betula pubescens), ugrožena vrsta manjeg drveta iz porodice Brezovki (Betulaceae ) raširena u Hrvatskoj tek na ograničenim vlažnim staništima,  cretovima i svjetlim šumama, na području Banije i okoline Samobora.
U Hrvatskoj je zaštičena 1963. godine na svim prirodnim nalazištima na temelju Zakona o zaštiti prirode.
Postoje tri priznate podvrste:
- Betula pubescens var. glabrata Wahlenb.
- Betula pubescens var. golitsinii (V.N.Vassil.) Tzvelev
- Betula pubescens var. pumila (L.) Govaerts

## Sinonimi
- Betula alba L.
- Betula alba var. friesii Regel
- Betula alba var. hornemannii Regel
- Betula alba f. hornemannii (Regel) Regel
- Betula alba var. lupulina Wallr.
- Betula alba var. ovata Neilr.
- Betula alba var. pubescens (Ehrh.) Spach
- Betula alba subsp. pubescens (Ehrh.) Regel
- Betula alba var. vulgaris Aiton
- Betula ambigua Hampe ex Rchb.
- Betula andreji V.N.Vassil.
- Betula asplenifolia Regel
- Betula aurea Steud.
- Betula baicalia V.N.Vassil.
- Betula broccembergensis Bechst.
- Betula callosa Notø
- Betula canadensis K.Koch
- Betula celtiberica Rothm. & Vasc.
- Betula concinna Gunnarsson
- Betula coriifolia Tausch ex Regel
- Betula dalecarlica L.f.
- Betula friesii Larss. ex Hartm.
- Betula friesii var. oxyodontia Kindb.
- Betula friesii var. subalpina Larss. ex Kindb.
- Betula glabra Dumort.
- Betula glauca Wender.
- Betula hackelii Opiz ex Steud.
- Betula jacutica V.N.Vassil.
- Betula krylovii G.V.Krylov
- Betula laciniata Thunb.
- Betula laciniata Blom
- Betula lenta Du Roi
- Betula lucida Courtois
- Betula macrostachya Schrad. ex Regel
- Betula major Gilib.
- Betula nigricans Wender.
- Betula odorata var. alpigena Blytt
- Betula ovata K.Koch
- Betula pontica Loudon
- Betula populifolia Aiton
- Betula pubescens var. appressa Kallio & Y.Mäkinen
- Betula pubescens subsp. callosa (Notø) Á.Löve & D.Löve
- Betula pubescens subsp. celtiberica (Rothm. & Vasc.) Rivas Mart.
- Betula pubescens f. columnaris T.Ulvinen
- Betula pubescens subsp. concinna (Gunnarsson) Á.Löve & D.Löve
- Betula pubescens var. cryptocarpa Laest.
- Betula pubescens var. friesii (Larss. ex Hartm.) Nyman
- Betula pubescens var. glabra Fiek ex C.K.Schneid.
- Betula pubescens f. hibernifolia T.Ulvinen
- Betula pubescens var. lucida (Courtois) Wesm.
- Betula pubescens var. media Laest.
- Betula pubescens var. megalocarpa Laest.
- Betula pubescens subsp. nigricans Maire ex Just
- Betula pubescens var. nigricans (Wender.) Nyman
- Betula pubescens var. oblongifolia Wimm.
- Betula pubescens var. ovalifolia Sukaczev
- Betula pubescens subsp. ovalifolia (Sukaczev) Printz
- Betula pubescens var. palmiformis Laest.
- Betula pubescens f. pendula Schelle
- Betula pubescens var. pubescens
- Betula pubescens f. rubra T.Ulvinen
- Betula pubescens var. rustica Laest.
- Betula pubescens var. sibakademica Baran.
- Betula pubescens var. silvatica Laest.
- Betula pubescens var. silvestris Laest.
- Betula pubescens var. subaequalis Laest.
- Betula pubescens var. subalpina Laest.
- Betula pubescens subsp. subarctica (Orlova) Á.Löve & D.Löve
- Betula pubescens subsp. suecica Gunnarsson
- Betula pubescens var. vestita Gren. & Godr.
- Betula rotundata Beck
- Betula sajanensis V.N.Vassil.
- Betula sokolowii Regel
- Betula subarctica Orlova
- Betula subarctica var. pojarkovae Tzvelev
- Betula tomentosa Reitter & Abeleven
- Betula torfacea Schleich.
- Betula virgata Salisb.

izvori za sinonime
- B. pubescens, ilustracija
- B. pubescens, kora
- B. pubescens, list
- B. p. ssp. glutinosa
- B. p. ssp. czerepanovii, u Finskoj